# Tälmen
Tälmen (estlandschwedisch; estnisch Telmen oder Telmeni saar) ist eine estnische Ostsee-Insel der Moonsund-Gruppe. Sie befindet sich in der Hullo-Bucht (estnisch Hullo laht, schwedisch Hulloviken) südlich der viertgrößten estnischen Insel Vormsi (deutsch Worms, schwedisch Ormsö). Die unbewohnte Insel hat eine Fläche von etwa 12,7 ha und ihr höchster Punkt liegt 1,7 m über dem Meeresspiegel. Die Distanz zur Rumpohalbinsel beträgt etwa 1500 Meter, der Hafen Sviby ist drei Kilometer Luftlinie entfernt.

Das Gebiet der Bucht ist als Schutzgebiet ausgewiesen, die Insel gehört nicht mehr zur „Sperrzone“, darf jedoch von März bis Juli nicht betreten werden. Bucht und Insel sind Teil des Landschaftsschutzgebiets Vormsi (Vormsi maastikukaitseala). Tälmen und ihre 200 Meter östlich gelegene größere Nachbarinsel Pasilaid (schwedisch Pasja) liegen an der Südgrenze des Schutzgebiets und sind nach der Halbinsel Rumpo auch dessen größte Inseln.
Administrativ gehört die Insel zum Dorf Rumpo (Rumpo küla) der Landgemeinde Vormsi (Vormsi vald). Seit dem 13. Jahrhundert besiedelten Schweden die Insel Ormsö. Der estlandschwedische Name ist schwer zu deuten, er könnte zweiteilig sein. Teln könnte so die Lage der Insel bezeichnen während Mäln der schwedische Name der Insel Seasaar ist. Der estnische Name Telmen ist für das Jahr 1939 nachgewiesen.
Die Vegetation auf Tälmen wird von Küstenwiesen und Trockenrasen mit großem Artenreichtum geprägt. Wacholderheide und kleine Kiefern nehmen nur eine kleine Fläche ein. Nach der letzten Zählung im Jahr 2012 kommen auf Tälmen 10–15 Vogelarten mit 30–50 Brutpaaren vor, darunter sind Schnatterenten, Teichrohrsänger, Rotschenkel, Sperbergrasmücke, Neuntöter, Schafstelze, Feldlerche und Schilfrohrsänger. Der Vogelbestand hängt weitgehend davon ab, ob der Fuchs im Frühling auf der Insel bleibt oder diese über das Eis verlässt. Während auch in der zweiten Hälfte des 20. Jahrhunderts noch umfangreich Heu gemäht oder Schafe gehalten wurden, ist heute die Artenvielfalt der Insel durch Verbuschung gefährdet. In der Uferzone breitet sich Schilf aus.
Die estnische Umweltbehörde Keskkonnaamet hat einen Zehnjahresplan aufgestellt, um die naturnahen Lebensräume in den Jahren 2017 bis 2026 zu sanieren und die offenen Landschaften zu erhalten. Die Wiederherstellung der Küstenwiesen auf Tälmen und Pasilaid hat höchste Priorität. Auch die Uferzone soll gepflegt werden. Um eine ausreichende Beweidungslast zu erreichen, sind für Tälmen mindestens 50 Schafe oder 10 Rinder nötig.